# Kanton Metz-3
Kanton Metz-3 (fr. Canton de Metz-3) je francouzský kanton v departementu Moselle v regionu Grand Est. Tvoří ho pouze část města Mety. Zřízen byl v roce 2015.